# Нараянгандж (зіла)
Нараянгандж (бенг. নারায়ণগঞ্জ, трансліт. Narayoṇgonj) — округ у центральній частині Бангладеш, який входить до складу округу Дакка. Це найменший район в Бангладеш. Тут розташоване стародавнє місто Сонаргаон і один із найстаріших промислових районів країни. Район розташований на берегах річок Шіталакшя та Мегхна. Це промисловий центр, який відіграє важливу роль у торгівлі джутом, переробці рослин і секторі країни. Його називають «Данді Бангладеш» через наявність багатьох джутових заводів.

## Історія
Нараянгандж мав таку ж історію, як і більшість решти району Дакки. Регіон, яким раніше керували Палас і Сена, став частиною Мусульманського Бенгальського Султанату в 14 столітті. Сонаргаон, столиця Бенгалії за правління Іса-хана, знаходиться в окрузі. Пізніше регіон був захоплений Великими Моголами як Бенгальська Суба. Район названий на честь Бікон Лал Панді, індуїстського релігійного лідера, який також був відомий як Бенур Тхакур або Лакшмі Нараян Тхакур . Панді отримав право власності на регіон від Британської Ост-Індської компанії в 1766 році після битви при Пласі. Він оголосив ринки на берегах річки Шіталакшя володінням для оплати витрат на поклоніння Нараяну. Згодом регіон отримав назву Нараянгандж.

## Адміністративно-територіальний поділ
Нараянгандж Зіла складається з 5 упазіл (Нараянгандж Садар, Бандор, Рупгандж, Сонаргаон і Арайхазар), які поділяються на 47 спілок і 827 мауз. Території та населення (за переписом 2011 року) упазіл:

Внутрішня карта району Нараянгандж з текстом бенгальською мовою.

| Немає. | Упазила                   | Союз | Муза | Село | Площа      | Населення |
| ------ | ------------------------- | ---- | ---- | ---- | ---------- | --------- |
| 1      | Нараянгандж Садар Упазіла | 10   | 55   | 450  | 100,75 км2 | 376 550   |
| 2      | Сонаргаон Упазіла         | 11   | 352  | 899  | 171,66 км2 | 400358    |
| 3      | Бандар Упазіла            | 05   | 90   | 780  | 55,84 км2  | 312,841   |
| 4      | Арайхазар Упазіла         | 12   | 184  | 438  | 183,5 км2  | 1 323 600 |
| 5      | Рупгандж Упазіла          | 09   | 146  | 434  | 247,95 км2 | 534,868   |

## Адміністрація
- Мер Нараянгандж: доктор Саліна Хаят Айві
- Голова: Бабу Чандан Шил
- Заступник комісара (DC): Md. Manjurul Hafiz
- Голова Бандар Упазіла: MA RASHID
- Голова Сонаргаон Упазіла: Адвокат Шамсул Іслам Бхуян